# Linia kolejowa Twardów Mijanka – Czermin
Linia kolejowa Twardów Mijanka – Czermin – zlikwidowana wąskotorowa linia kolejowa łącząca stację Twardów Mijanka ze stacją Czermin. Linia należała do Jarocińskiej Kolei Powiatowej.

## Historia
Linia została otwarta 26 czerwca 1915 roku. Linia była jednotorowa o rozstawie szyn wynoszącym 600 mm. Miała charakter towarowy. Na przełomie lat 60. i 70. nastąpiło zamknięcie ruchu towarowego, a w latach 1978-1979 linię fizycznie zlikwidowano. Linia służyła głównie transportowi buraków cukrowych i cukru a także gorzelnie znajdujące się przy trasie. 